# Autobahnkreuz Herne
Das Autobahnkreuz Herne (Abkürzung: AK Herne; Kurzform: Kreuz Herne) ist ein Autobahnkreuz in Nordrhein-Westfalen in der Metropolregion Rhein-Ruhr. Es verbindet die Bundesautobahn 42 (Emscherschnellweg) mit der Bundesautobahn 43 (Münster–Wuppertal). Besonders stark belastet sind die Verbindungsfahrbahnen Gelsenkirchen-Wuppertal und umgekehrt.

## Geografie
Das Autobahnkreuz liegt auf dem Stadtgebiet von Herne, im Stadtbezirk Herne-Mitte. Nächstgelegene Stadtteile sind Holsterhausen, Eickel, Mitte und Baukau. Es befindet sich etwa 20 km westlich von Dortmund, etwa 8 km nördlich von Bochum und etwa 15 km nordöstlich von Essen.
Nordöstlich des Kreuzes schließt sich der Nordfriedhof Kaiserstraße, nordwestlich das Kraftwerk Herne an.
Das Autobahnkreuz Herne trägt auf der A 42 die Anschlussstellennummer 21, auf der A 43 die Nummer 14.

## Geschichte
Das Kreuz wurde 1968, mit der Fertigstellung des ersten Teilabschnittes der A 42, dem Verkehr übergeben. Damals wurde es zur Verknüpfung des Emscherschnellweges mit der EB 51 (Ersatzbundesstraße) errichtet, deren Planung später durch die der A 43 ersetzt wurde. Mitte der 1970er Jahre wurde das Kreuz, mit dem Bau der A 43, nochmals erweitert.

## Bauform und Ausbauzustand
Beide Autobahnen sind vierstreifig ausgebaut. Bis auf die Relationen A 43-Nord – A 42-Ost und A 42-West – A 43-Süd (beide zweispurig) sind alle Verbindungsrampen einspurig ausgeführt.
Da das Kreuz im Nordosten durch einen Friedhof und im Südwesten durch die Cranger Straße begrenzt wird, konnten dort keine indirekten Verbindungsrampen installiert werden. Anstatt eines Kleeblatts wurde das Autobahnkreuz platzsparend als Windmühle mit indirekten Rampen angelegt.

### Prinzipgleiche Straßenkreuzungen
- Autobahnkreuz Breitscheid
- Autobahnkreuz Bonn/Siegburg
- Autobahnkreuz Mönchengladbach
- Westkreuz Frankfurt

## Verkehrsaufkommen
Das Kreuz wird täglich von rund 143.000 Fahrzeugen befahren.
| Von                                  | Nach                   | Durchschnittliche tägliche Verkehrsstärke | Anteil Schwerlastverkehr |
| ------------------------------------ | ---------------------- | ----------------------------------------- | ------------------------ |
| AS Herne-Crange (A 42)               | AK Herne               | 76.600                                    | 09,3 %                   |
| AK Herne                             | AS Herne-Baukau (A 42) | 58.600                                    | 11,0 %                   |
| AS Recklinghausen-Hochlarmark (A 43) | AK Herne               | 72.900                                    | 05,2 %                   |
| AK Herne                             | AS Herne-Eickel (A 43) | 77.000                                    | 06,3 %                   |

## Umbau auf drei Fahrspuren
Die Erweiterung der A43 auf jeweils drei Fahrspuren, zunächst zwischen den Autobahnkreuzen Bochum (A40) und Recklinghausen (A2) konzentriert sich nach weitgehender Fertigstellung (2020) der Kreuzung mit der A2 zunehmend auf das Autobahnkreuz Herne. Dies gestaltet sich sehr komplex, da die Platzverhältnisse beengt sind, weitere Verkehrsbauten wie Stadtstraßen und mehrere Bahnstrecken zu berücksichtigen sind und zusätzlich der gesamte Umbau unter laufendem Verkehr ablaufen muss. Für den Übergang aus Süden von der A43 auf die A42 in Richtung Herne-Crange und Gelsenkirchen soll der Verkehr ab Ende 2025 durch den zweispurigen Tunnel Baukau unter der A42, A43 und den Bahnstrecken Herne-Recklinghausen und Herne-Gelsenkirchen-Bismarck hindurch auf die A42 geführt werden.

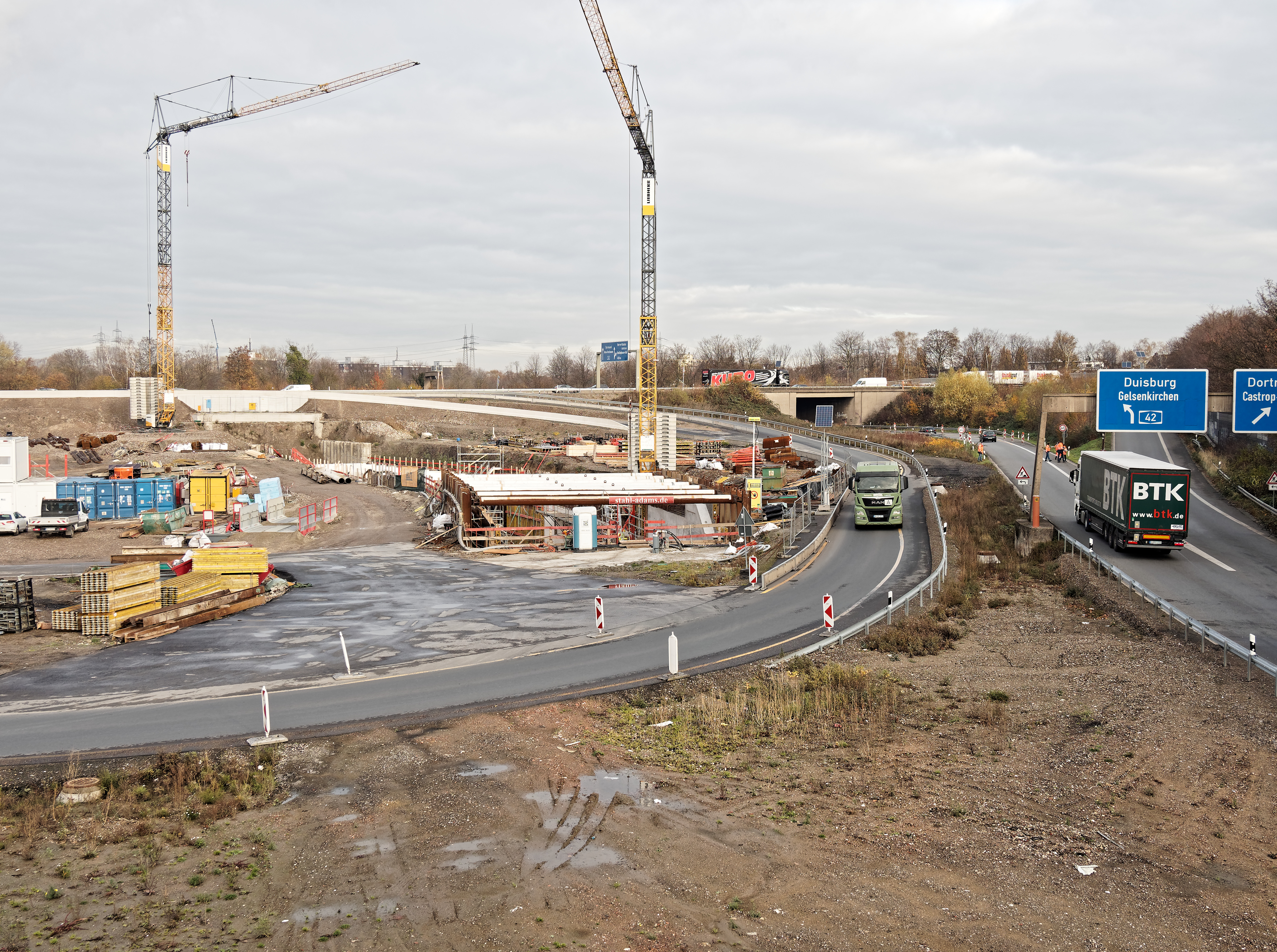
Blick von der Brücke der Cranger Straße
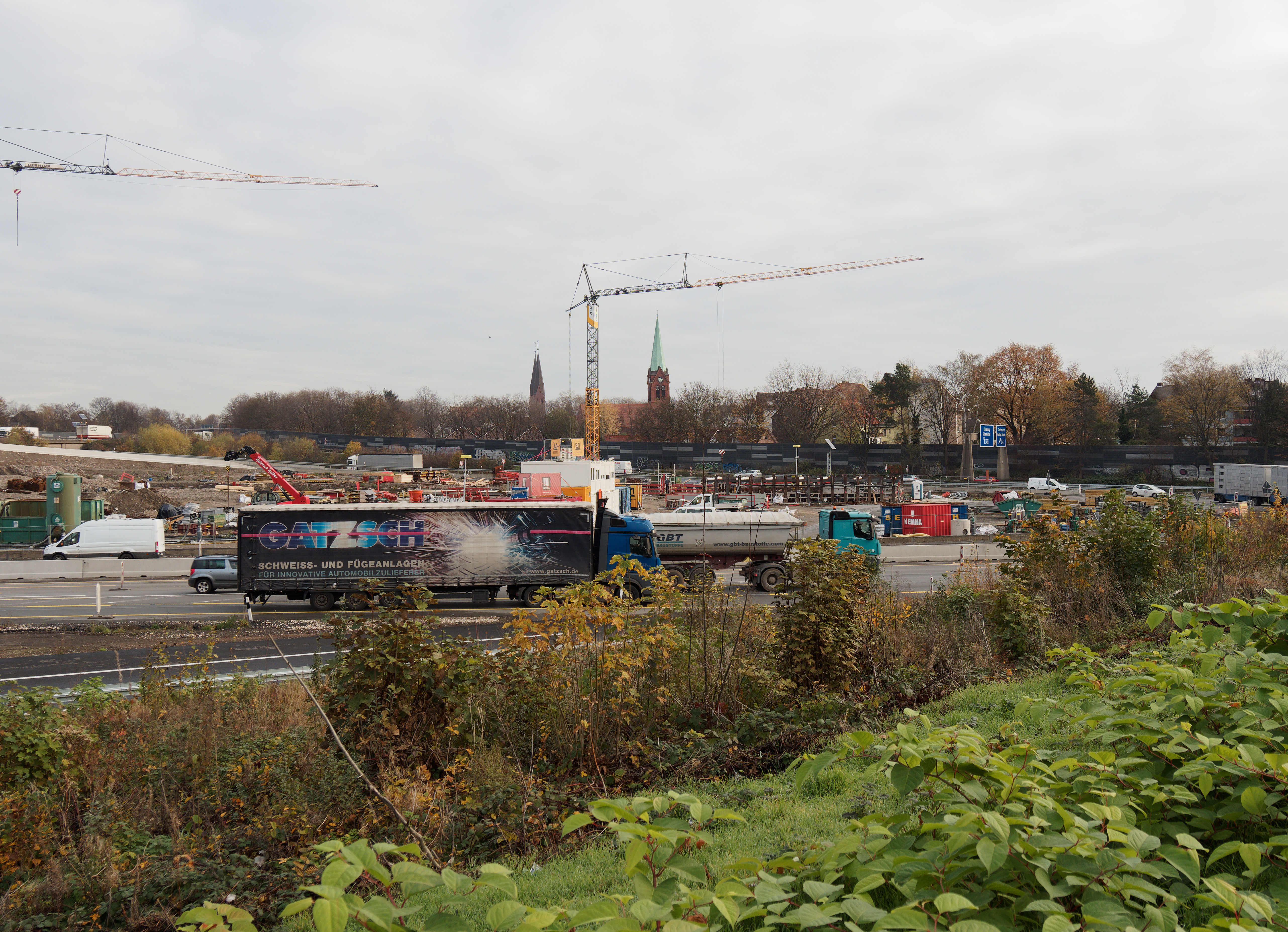
… vom Gehweg der Cranger Straße
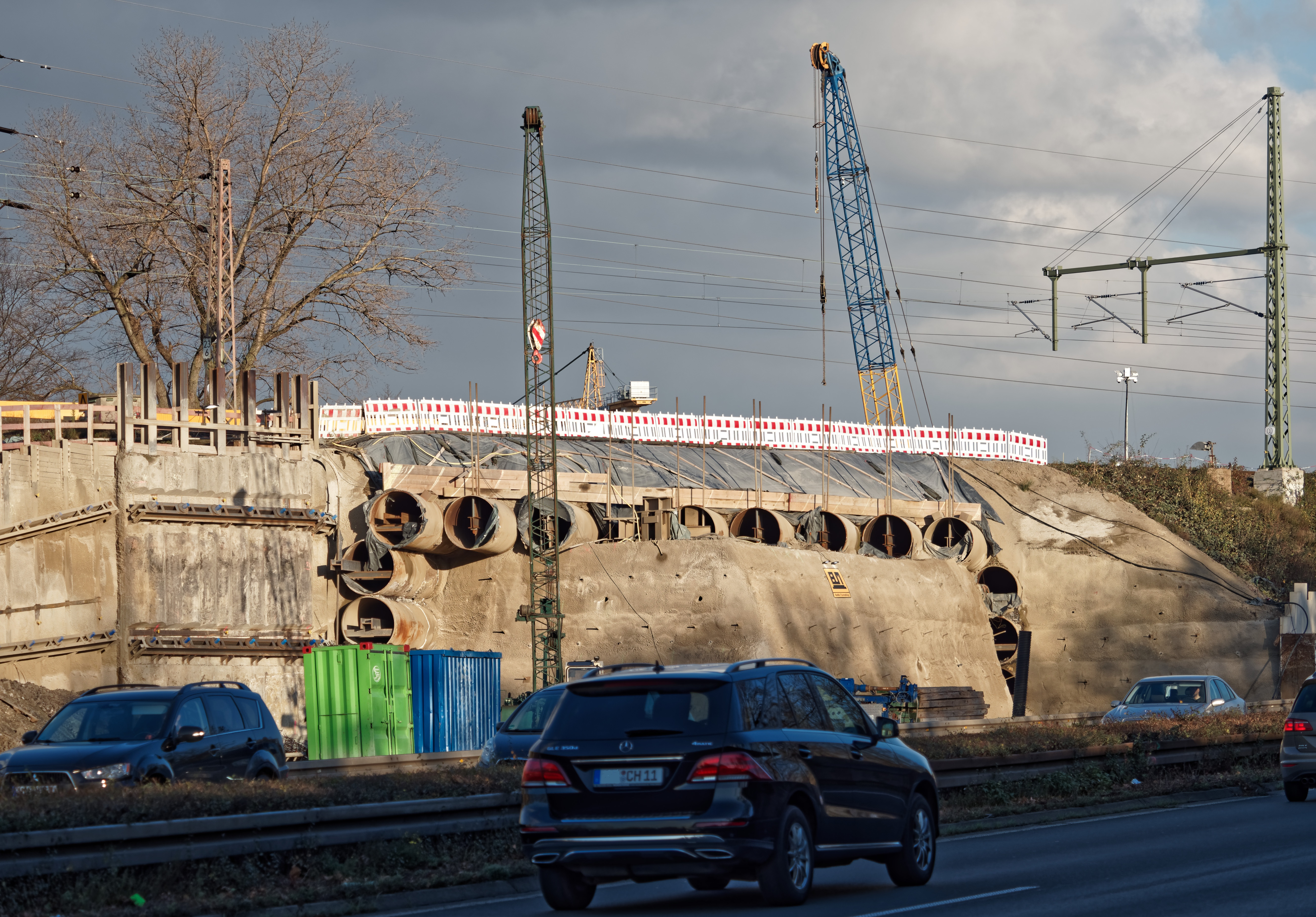
Der zukünftige Tunnelausgang an der A42
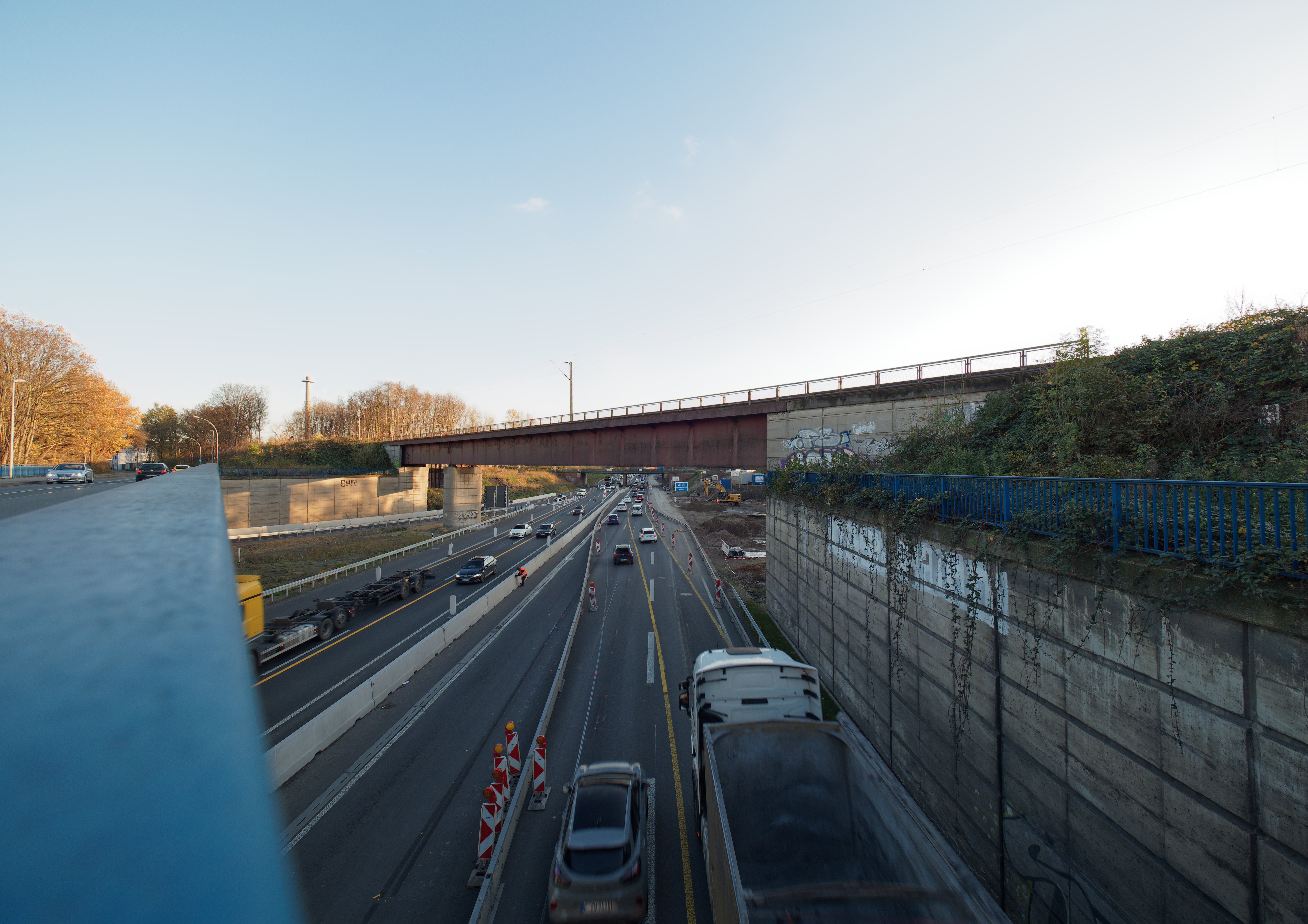
Blick von der Brücke der Cranger Straße nach Süden